# Лаврентьев, Данил Олегович
Данил Олегович Лаврентьев (род. 11 апреля 2003, Курган) — российский дзюдоист и самбист. Чемпион Европы 2025 года. Вице-чемпион Европы 2024 по дзюдо. Мастер спорта России по дзюдо.

## Биография
Данил Олегович Лаврентьев родился 11 апреля 2003 года в городе Кургане Курганской области. В дзюдо его привёл отец, который является его первым и нынешним тренером.

## Спортивная карьера
В октябре 2019 года он выиграл впервые первенство России по самбо среди кадетов в весе до 66 кг. В декабре 2019 года он стал победителем первенства Европы в городе Риге, Латвия. В 2020 году пришёл вторым на кубке Европы среди кадетов в итальянском городе Фоллоника. В марте 2023 года Данил выиграл первенство страны среди дзюдоистов не старше 23 лет. В июне 2023 года Лаврентьев добыл серебряную медаль на престижнейшим турнире серии «Большого шлема» в Улан-Баторе (Монголия). В январе 2024 года был победителем гран-при в Португалии. В марте 2024 года принял участие на турнире «Большого шлема» в Ташкенте (Узбекистан), где стал финалистом.  В апреле 2024 года Лаврентьев завоевал серебряную медаль чемпионата Европы в хорватском Загребе. В октябре 2024 года он выиграл бронзовую награду на турнире серии «Большой шлем» в Абу-Даби. В марте в очередной раз стал финалистом турнира «Большого шлема» в Ташкенте, уступив в финале своему соотечественнику Карену Галстяну.
В апреле 2025 года на чемпионате Европы в Подгорице завоевал золотую медаль. В финальной схватке победил соперника из Италии Мануэля Ломбардо.

## Спортивные достижения
Дзюдо
- 2022 Всероссийская спартакиада — ;
- 2023 Первенство России до 23 лет — ;
- 2023 «Большой шлем» (Улан-Батор) — ;
- 2024, 2025 «Большой шлем» (Ташкент) — ;
- 2024 Гран-при Португалии — ;
- 2024 Чемпионат Европы — ;
- 2024 «Большой шлем» (Абу-Даби) — ;
- 2025 Чемпионат Европы — ;

Самбо
- 2019 Первенство России среди кадетов — ;
- 2019 Первенство Европы среди кадетов — ;

## Личная жизнь
У Лаврентьева имеется старший брат, Денис, который является  бойцом смешанных единоборств. Окончил Курганскую школу олимпийского резерва № 1. Студент Государственного бюджетного профессионального образовательного учреждения «Курганское училище (колледж) олимпийского резерва».